# Hillary Lindsey
Hillary Lee Lindsey (Washington, Georgia; 11 de agosto de 1976) es una cantante y compositora estadounidense de música country. Es mayormente reconocida por sus múltiples composiciones para la artista Carrie Underwood, de quien ha escrito más de 30 canciones. A lo largo de su carrera, Lindsey ha escrito para músicos como Jason Aldean, Martina McBride, Luke Bryan, Miley Cyrus, Lady Antebellum, Sara Evans, Taylor Swift, entre otros. Algunas de sus composiciones más notables son «Blue Ain't Your Color» de Keith Urban, «Jesus, Take the Wheel» de Carrie Underwood, «Girl Crush» de Little Big Town y «Million Reasons» de Lady Gaga.
Gracias a sus composiciones, Lindsey ha recibido dos Premios Grammy en la categoría de Mejor Canción Country, además de haber sido nominada en tres ocasiones en Canción del Año. Igualmente, ganó en la categoría de Mejor Canción escrita para un Medio Audiovisual con «I'll Never Love Again», tema coescrito con Gaga para la banda sonora de A Star Is Born (2018). Asimismo, recibió una nominación a los Premios Óscar de 2011 en la categoría de Mejor Canción Original por haber coescrito «Coming Home» de Gwyneth Paltrow, tema incluido en la banda sonora de la película Country Strong (2010). También fue nominada en dos ocasiones a los Globos de Oro.

## Biografía y carrera musical
Hillary Lindsey nació el 11 de agosto de 1976 en Washington (Georgia), donde creció y comenzó a componer canciones con solo 10 años. En 1994, con 18 años, se mudó a la ciudad Nashville (Tennessee), donde ingresó a la Universidad de Belmont para estudiar Negocio Musical, esperando que esto la ayudara a conseguir un contrato discográfico. En 1997, firmó con Famous Music Publishing por tres meses, en los que escribió canciones para otros artistas. Después de la culminación del contrato, Lindsey cayó gravemente enferma y esto la inspiró a componer canciones; a partir de este punto, descubrió que era posible tener una carrera en la industria componiendo temas para otros músicos. Poco después, obtuvo un contrato con BMG Chrysalis Nashville y trabajó con artistas de música country como Faith Hill, Mindy McCready, Sara Evans y Tim McGraw. En el 2001, escribió el tema «Blessed» para Martina McBride y la canción alcanzó la cima del listado Hot Country Songs de Billboard. Posteriormente, Lindsey empezó a trabajar con Carrie Underwood, para quien escribió su sencillo debut, «Jesus, Take the Wheel», el cual se convirtió en un éxito inmediato al llegar al vigésimo puesto del Billboard Hot 100, listado principal de los Estados Unidos. Gracias a dicho tema, ganó su primer premio Grammy en la categoría de Mejor Canción Country, además de haber estado nominada en Canción del Año.
Después del éxito de «Jesus, Take the Wheel», Lindsey continuó trabajando con Underwood y escribió las canciones «Wasted», «So Small», «Just a Dream» y «Last Name», las cuales también lideraron el Hot Country Songs. A partir de 2009, comenzó a componer canciones para películas, entre estas «When I Look at You» y «Don't Walk Away», interpretadas por Miley Cyrus e incluidas en la banda sonora de Hannah Montana: la película (2009). También compuso «Coming Home» (interpretada por Gwyneth Paltrow) y «A Little Bit Stronger» (interpretada por Sara Evans) para el filme Country Strong (2010), así como «There's a Place for Us» (interpretada por Carrie Underwood) para Las crónicas de Narnia: la travesía del Viajero del Alba (2010). En los Premios Óscar de 2011, Lindsey fue nominada en la categoría de Mejor Canción Original gracias a «Coming Home», mientras que en los Globos de Oro de ese mismo año estuvo nominada en la misma categoría simultáneamente con «Coming Home» y «There's a Place for Us».
En 2014, escribió la canción «Girl Crush» para el grupo Little Big Town, la cual se convirtió en el sencillo más exitoso del cuarteto tras entrar al top 20 del Billboard Hot 100. Además de ello, le otorgó a Lindsey su segundo premio Grammy como Mejor Canción Country y una segunda nominación en Canción del Año. Solo un año después, compuso «Blue Ain't Your Color» para Keith Urban y recibió una tercera nominación en Mejor Canción Country. En 2016, Lindsey trabajó junto a Lady Gaga en los temas «A-Yo», «Grigio Girls» y «Million Reasons» para su álbum Joanne (2016). El último de estos se convirtió en un éxito en los Estados Unidos tras alcanzar el cuarto puesto del Billboard Hot 100, siendo el tema compuesto por Lindsey mejor posicionado en dicha lista. En 2017, volvió a trabajar junto a Gaga componiendo los temas «Always Remember Us This Way» y «I'll Never Love Again» para la banda sonora de la película A Star Is Born (2018). Gracias a dichas canciones, para los premios Grammy de 2020, obtuvo su tercera nominación en la categoría de Canción del Año y ganó por primera vez en la categoría de Mejor Canción escrita para un Medio Audiovisual. También recibió su cuarta nominación como Mejor Canción Country gracias al tema «It All Comes Out in the Wash» de Miranda Lambert.

## Premios y nominaciones
| Año  | Premiación                          | Nominada por                   | Compartido con                        | Categoría                                       | Resultado | Ref.  |
| ---- | ----------------------------------- | ------------------------------ | ------------------------------------- | ----------------------------------------------- | --------- | ----- |
| 2006 | Academy of Country Music            | «Jesus, Take the Wheel»        | Gordie Sampson Brett James            | Canción del Año                                 | Ganador   |       |
| 2006 | Canadian Country Music Awards       | «Jesus, Take the Wheel»        | Gordie Sampson Brett James            | Canción del Año                                 | Ganador   |       |
| 2006 | Gospel Music Association            | «Jesus, Take the Wheel»        | Gordie Sampson Brett James            | Canción Country del Año                         | Ganador   |       |
| 2007 | Premios Grammy                      | «Jesus, Take the Wheel»        | Gordie Sampson Brett James            | Canción del Año                                 | Nominado  | [ 2 ] |
| 2007 | Premios Grammy                      | «Jesus, Take the Wheel»        | Gordie Sampson Brett James            | Mejor Canción Country                           | Ganador   | [ 2 ] |
| 2011 | Premios Óscar                       | «Coming Home»                  | Tom Douglas Troy Verges               | Mejor Canción Original                          | Nominado  | [ 3 ] |
| 2011 | Globos de Oro                       | «Coming Home»                  | Tom Douglas Troy Verges               | Mejor Canción Original                          | Nominado  | [ 4 ] |
| 2011 | Globos de Oro                       | «There's a Place for Us»       | David Hodges Carrie Underwood         | Mejor Canción Original                          | Nominado  | [ 4 ] |
| 2011 | Phoenix Film Critics Society Awards | «There's a Place for Us»       | David Hodges Carrie Underwood         | Mejor Canción Original                          | Nominado  |       |
| 2015 | Country Music Association           | «Girl Crush»                   | Liz Rose Lori McKenna                 | Canción del Año                                 | Ganador   |       |
| 2016 | Academy of Country Music            | «Girl Crush»                   | Liz Rose Lori McKenna                 | Canción del Año                                 | Nominado  |       |
| 2016 | Premios Grammy                      | «Girl Crush»                   | Liz Rose Lori McKenna                 | Canción del Año                                 | Nominado  | [ 2 ] |
| 2016 | Premios Grammy                      | «Girl Crush»                   | Liz Rose Lori McKenna                 | Mejor Canción Country                           | Ganador   | [ 2 ] |
| 2017 | Premios Grammy                      | «Blue Ain't Your Color»        | Steven Lee Olsen                      | Mejor Canción Country                           | Nominado  | [ 2 ] |
| 2017 | Academy of Country Music            | «Blue Ain't Your Color»        | Steven Lee Olsen                      | Canción del Año                                 | Nominado  |       |
| 2017 | Academy of Country Music            | Ella misma                     | Ella misma                            | Compositor del Año                              | Nominado  |       |
| 2018 | Academy of Country Music            | Ella misma                     | Ella misma                            | Compositor del Año                              | Nominado  |       |
| 2020 | Premios Grammy                      | «Always Remember Us This Way»  | Lady Gaga Natalie Hemby Lori McKenna  | Canción del Año                                 | Nominado  | [ 2 ] |
| 2020 | Premios Grammy                      | «I'll Never Love Again»        | Lady Gaga Natalie Hemby Lori McKenna  | Mejor Canción escrita para un Medio Audiovisual | Ganador   | [ 2 ] |
| 2020 | Premios Grammy                      | «It All Comes Out in the Wash» | Miranda Lambert Lori McKenna Liz Rose | Mejor Canción Country                           | Nominado  | [ 2 ] |

## Composiciones destacadas
| Artista              | Canción                       |
| -------------------- | ----------------------------- |
| Jason Aldean         | «Wheels Rollin»               |
| Lauren Alaina        | «Tupelo»                      |
| Lauren Alaina        | «Wildflower»                  |
| Dierks Bentley       | «Bourbon in Kentucky»         |
| Dierks Bentley       | «Can't Be Replaced»           |
| Bon Jovi             | «Seat Next to You»            |
| Michelle Branch      | «Sooner or Later»             |
| Michelle Branch      | «I Want Tears»                |
| Michelle Branch      | «Crazy Ride»                  |
| Michelle Branch      | «Long Goodbye»                |
| Michelle Branch      | «Summertime»                  |
| Michelle Branch      | «I'm Not That Strong»         |
| Michelle Branch      | «Through the Radio»           |
| Luke Bryan           | «To the Moon and Back»        |
| Miley Cyrus          | «When I Look at You»          |
| Miley Cyrus          | «My Heart Beats for Love»     |
| Edens Edge           | «Too Good to Be True»         |
| Edens Edge           | «Feels So Real»               |
| Sara Evans           | «As If»                       |
| Sara Evans           | «Backseat of a Greyhound Bus» |
| Sara Evans           | «Big Cry»                     |
| Sara Evans           | «Four Thirty»                 |
| Sara Evans           | «A Little Bit Stronger»       |
| Sara Evans           | «Otis Redding»                |
| Sara Evans           | «Some Things Never Change»    |
| Faith Hill           | «Stronger»                    |
| Faith Hill           | «This Is Me»                  |
| Florida Georgia Line | «God, Your Mama, and Me»      |
| Kelsea Ballerini     | «Legends»                     |
| Lady Antebellum      | «American Honey»              |
| Lady Antebellum      | «Lookin' for a Good Time»     |
| Lady Antebellum      | «Cold as Stone»               |
| Lady Gaga            | «Million Reasons»             |
| Lady Gaga            | «A-Yo»                        |
| Lady Gaga            | «Grigio Girls»                |
| Lady Gaga            | «Always Remember Us This Way» |
| Lady Gaga            | «I'll Never Love Again»       |
| Little Big Town      | «Girl Crush»                  |
| Little Big Town      | «Kiss Goodbye»                |
| Little Big Town      | «Shut Up Train»               |
| Little Big Town      | «Sober»                       |
| Lindsay Lohan        | «Very Last Moment In Time»    |
| Martina McBride      | «Blessed»                     |
| Martina McBride      | «This One's for the Girls»    |
| Martina McBride      | «You're Not Leaving Me        |
| Tim McGraw           | «Shotgun Rider»               |
| Mika                 | «Step With Me»                |
| Gwyneth Paltrow      | «Coming Home»                 |
| Kellie Pickler       | «Girls Like Me»               |
| Kellie Pickler       | «I Forgive You»               |

| Artista          | Canción                              |
| ---------------- | ------------------------------------ |
| Cassadee Pope    | «Champagne»                          |
| Cassadee Pope    | «One Song Away»                      |
| Rascal Flatts    | «Unstoppable»                        |
| Rascal Flatts    | «Help Me Remember»                   |
| Shakira          | «Spotlight»                          |
| Shakira          | «Medicine»                           |
| Steel Magnolia   | «Not Tonight»                        |
| Steel Magnolia   | «Last Night Again»                   |
| Taylor Swift     | «Fearless»                           |
| Steven Tyler     | «It Ain't Easy»                      |
| Steven Tyler     | «Somebody New»                       |
| Steven Tyler     | «Sweet Louisiana»                    |
| Carrie Underwood | «Jesus, Take the Wheel»              |
| Carrie Underwood | «Wasted»                             |
| Carrie Underwood | «Starts With Goodbye»                |
| Carrie Underwood | «Just a Dream»                       |
| Carrie Underwood | «Last Name»                          |
| Carrie Underwood | «So Small»                           |
| Carrie Underwood | «This Time»                          |
| Carrie Underwood | «Get Out of this Town»               |
| Carrie Underwood | «Twisted»                            |
| Carrie Underwood | «There's a Place for Us»             |
| Carrie Underwood | «Someday When I Stop Loving You»     |
| Carrie Underwood | «Wheel of the World»                 |
| Carrie Underwood | «Unapologize»                        |
| Carrie Underwood | «Two Black Cadillacs»                |
| Carrie Underwood | «See You Again»                      |
| Carrie Underwood | «Do You Think About Me»              |
| Carrie Underwood | «Forever Changed»                    |
| Carrie Underwood | «Nobody Ever Told You»               |
| Carrie Underwood | «Thank God for Hometowns»            |
| Carrie Underwood | «Good in Goodbye»                    |
| Carrie Underwood | «Leave Love Alone»                   |
| Carrie Underwood | «Keep Us Safe»                       |
| Carrie Underwood | «Little Toy Guns»                    |
| Carrie Underwood | «Smoke Break»                        |
| Carrie Underwood | «Renegade Runaway»                   |
| Carrie Underwood | «Dirty Laundry»                      |
| Carrie Underwood | «Church Bells»                       |
| Carrie Underwood | «Like I'll Never Love You Again»     |
| Carrie Underwood | «Chaser»                             |
| Carrie Underwood | «Clock Don't Stop»                   |
| Carrie Underwood | «The Girl You Think I Am»            |
| Carrie Underwood | «What I Never Knew I Always Wanted»  |
| Carrie Underwood | «Little Girl Don't Grow Up Too Fast» |
| Keith Urban      | «This Is Me»                         |
| Keith Urban      | «God Made Woman»                     |
| Keith Urban      | «Blue Ain't Your Color»              |